# Копаоник
 Тази статия е за планината.  За планинския курорт вижте Копаоник (ски курорт).  
Копаоник (на сръбски: Копаоник или Kopaonik), позната още и със старата си българска форма Копалник и като Сребърна планина е планина в днешна Южна Сърбия и Северно Косово. Най-висока точка е Панчичев връх (2017 m), кръстен на известния през 19 век сръбски изследовател и ботаник Йосиф Панчич, по произход буневец.
Високата част на Копаоник е плато обособено в национален парк Копаоник, обхващащ 118,1 km². Резерватът е създаден през 1981 година.

## Етимология
Името на планината идва от средновековните сребърни рудници намирали се по югозападните стръмни склонове на масива откъм река Ибър. Още от римско време тук е имало рудници. По време на средновековната сръбска държава на Неманичите крал Стефан Урош I възобновява добива на руди и предимно на сребро в Копалник, Ново Бърдо, Осоговска планина канейки да се преселят в Рашка работещи в Трансилвания саксонски рудари известни сред местното население още и като Саси. Оттук чрез глагола копае (минало: копал) остава ѝ името на планината в средновековието. В сръбското произнасяне на името мекото и някъде сонарно българско „л“ преминава в „о“, като названието на масива става от Копа̀лник на Копаоник.

## География
Планинския масив на Копаоник е с дължина около 75 km и се простира от север-северозапад на юг-югоизток. Ширината му е близо 40 km. В националния парк се намира най-известния ски-курорт на Сърбия включващ много хотели със ски писти и съоръжения. На Панчичев връх се намира едноименния музей на известния сръбски природозащитник Йосиф Панчич около който е разположена сръбска военна база. Копаоник е популярна туристическа дестинация. На север висока седловина отделя Копаоник от планината Желин, на изток Янковата седловина – от планината Ястребац, а на югоизток долините на реките Топлица (ляв приток на Южна Морава) и Лаб (десен приток на Ибър, десен приток на Западна Морава) – съответно от планините Радан и Голяк. Планината е изградена основно от кристалинни шисти, гранити и серпентинити. Западните ѝ склонове, обърнати към дълбоката долина на река Ибър са стръмни, а източните са полегати и слино разчленени от долините на реките Росина, Топлица и Лаб, като последните две водят началото си от нея. Долните части на склоновете са заети от дъбови и букови, а горните – от борови и смърчови гори. Над 1600 m са разположени планински пасища, използвани за лятна па̀ша. В югозападното подножие на планината се намира най-големия оловно-цинков рудник в Европа – Трепча, а в самото подножие на Панчичев връх е рудник Бело Бърдо.

### Климат
Копалник е слънчева, красива, мека и приятна за летни излети планина, като при ясно време от високите и части се откриват прекрасни гледки – на изток се вижда Стара планина, на юг Шар и Динарската верига, а на запад Голия. Снежната покривка във високите части се задържа от ноември до май, което благоприятства развитието на зимните ски спортове.

### Флора и фауна
Високите части на Копалник са покрити с иглолистни гори – смърч, ела, а в по-ниските има букови гори. Тук се срещат мечки, сърни, скални орли, както и редкия сокол скитник.

### Геотермални извори и бани
Копалник е водна планина. Около масива се намират и са разположени едни от най-известните балнеолечебни (спа) центрове в Сърбия като Врънячка баня, Матаруска баня, Сиаринска баня, Йошаничка баня, Луковска баня и Куршумлийска баня.

### Върхове
- Панчичев връх	2017 m
- Сухо Рудниште	1976 m
- Голям Караман (Вълчак)	1936 m
- Голям Губел	1934 m
- Малък Караман	1904 m
- Малък Губел	1854 m
- Небесна Столица	1793 m
- Пашин преход	1804 m (Малък Караман – Сухо Рудниште)
- Остро копие	1789 m
- Бечировец	1782 m
- Яръм	1778 m (Голям Губел – Вълчак)
- Шаторица	1750 m
- Кукавица	1726 m
- Маркова стена	1721 m
- Малък Вълчак (Бански Копалник)	1714 m
- Разкръстница	1514 m (Долен Бабин Гроб – Кукавица)
- Голяма греда	1440 m (Греда – Пашино Бачиште)
- Голям Чир	1369 m

## История
В античността планината се е намирала на границата между тракийските племена трибали и илирийските дардани.
През средновековието влиза последователно в границите на Византия, Първата българска държава, като е и етническа граница между българи и сърби. Западно от нея е района на Поибрието с Рашка – сърцето на средновековната сръбска държава на Неманичите, където се намират почти всички сръбски средновековни културно-исторически паметници. Откъм източните по-полегати склонове на Копалник е разположена Крушевачката котловина с Расинско, както и долината на Топлица, които спадат към българската историко-географска област Поморавие.
Включването на България на страната на Централните сили през Първата световна война е обвързано от сключената тайна българо-германска спогодба с Германия, според която границата между България и включените сръбски земи в Австро-Унгария минава по главното било на Копалник и следва вододела между реките Българска Морава и Ибър.
В хода на Втората световна война в района на Копалник е осъществена успешно операция Копалник.